# ヴェストファーレン州地域連合考古学

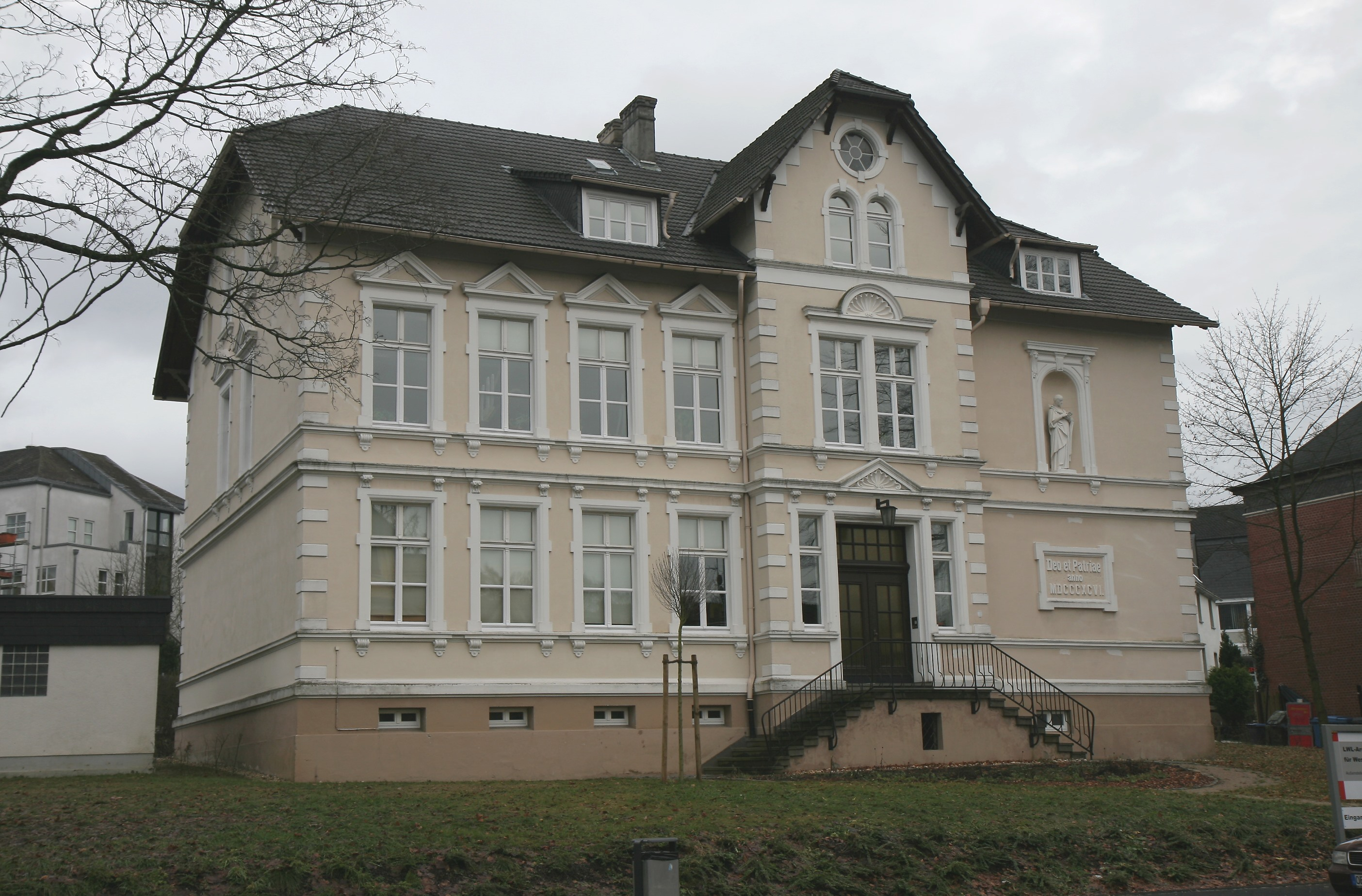
オルペ支部

ヴェストファーレン州地域連合考古学 （ヴェストファーレンしゅうちいきれんごうこうこがく、ドイツ語: LWL-Archäologie für Westfalen、LWL考古学）は、ミュンスターに本部を置くヴェストファーレン州リッペ地域連合 (LWL) の一部門。

## 解説
LWL考古学は、ノルトライン＝ヴェストファーレン州の記念物保護法に基づいてヴェストファーレン州リッペ地域の考古学的および古生物学的建造物を調査、文書化して保存を行い、その調査結果を展示会、収蔵物展示、Facebookサイトで公開している。
専門機関として、記念物保護当局の公式の階層に統合されてはいないが、独立した機関としてそれらと連携している。
組織は次のような構成である。
- 考古学は、パーダーボルンLWL都市考古学と同様にビーレフェルト[5]、ミュンスター[6]、オルペ[7]に支部
- ヘルネの LWL考古学博物館（ドイツ語版）[8]
- ハルテルン・アム・ゼー（ドイツ語版）のLWLローマ博物館（ドイツ語版）[9]
- パーダーボルンのLWL帝室博物館（ドイツ語版）[10]

## 出版物
- Propylaeum電子ジャーナル ヴェストファーレン州リッペ地域連合考古学オンライン
- Propylaeum e-Journals ヴェストファーレン州リッペ地域連合での発掘調査と発見